# Stanisław Ossowski

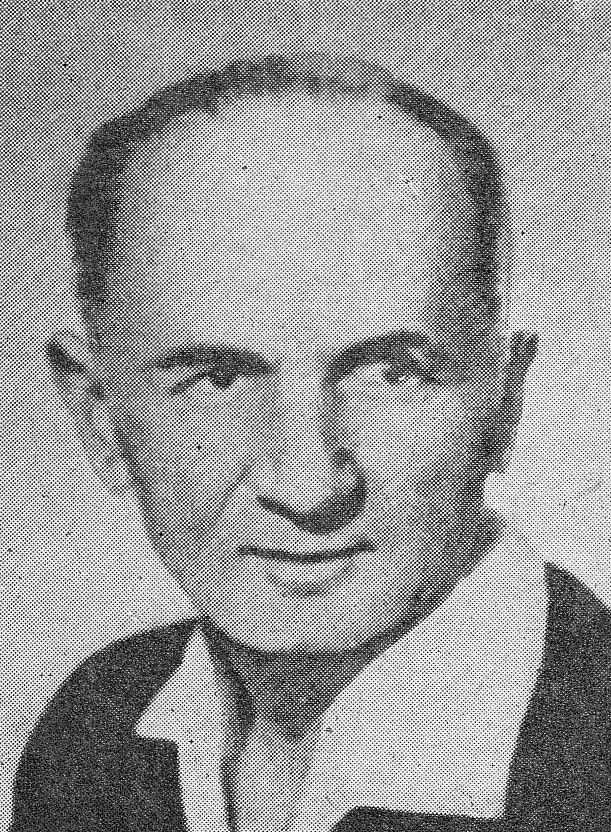
Stanisław Ossowski

Stanisław Ossowski (* 22. Mai 1897 in Lipno; † 7. November 1963 in Warschau) war ein polnischer Soziologe, Professor der Universität Łódź (1945–1947) und Warschau (1947–1963). Er wird der Lemberg-Warschau-Schule zugeordnet. Ossowski studierte Logik, Ästhetik und Soziologie, war mit der Soziologin Maria Ossowska verheiratet, mit der er auch wissenschaftlich eng zusammenarbeitete.

## Werke
- Die Klassenstruktur im sozialen Bewusstsein.(Aus d. Poln. von Sophie Schick-Rowińska) Neuwied a. Rh. : Luchterhand, 1962
- Die Besonderheiten der Sozialwissenschaften.(Aus d. Poln. von Friedrich Griese) Frankfurt am Main : Suhrkamp, 1973